# Guégnéka
Guégnéka est une commune rurale malienne de l'arrondissement central de Fana, dans le cercle de Fana et la région de Dioïla. Elle est composée de 6 villages et de la ville de Fana.

## Politique
| Année | Maire élu           | Parti politique |
| ----- | ------------------- | --------------- |
| 2004  | Abdoul Kader Traoré | Parena          |
| 2009  | Ismaïla Diaby       | URD             |

## Démographie
La commune de Guégnéka connaît une importante croissance démographique qui atteint 4% entre 1998 et 2009.
| 1998   | 2009   |
| ------ | ------ |
| 27 404 | 41 982 |

## Villages
La commune s'étend sur 10 villages relevés lors du recensement général de 2009, les plus peuplés sont : 
- Fana (36 854 habitants) ;
- Dien (4 302 habitants) ;
- Ballan (1 598 habitants).